# Jaroslav Křenek
Jaroslav Křenek (17. května 1890 Třebenice  – 5. září 1964 Slaný) byl český spisovatel, regionální kulturní pracovník, civilním zaměstnáním pracovník v bankovnictví.

## Život
Narodil se v rodině učitele měšťanské školy v Roudnici nad Labem Karla Křenka a jeho manželky Antonie, rozené Mannové. Pokřtěn byl jako Jaroslav Quido Viktor. Narodil se v domě nevlastního dědečka, starosty Třebenic a místního vlastence MUDr. Václava Paříka (1848–1901), kde se scházeli čeští politikové a umělci. Otec Karel Křenek (1854–1939) byl libochovický kronikář a kulturní pracovník, autor publikace o hradu Hazmburku.
Po povinné školní docházce v Libochovicích vystudoval Jaroslav Křenek reálku v Lounech, kde maturoval roku 1908. Po absolvování abiturientského kursu v Chrudimi se zapsal na Vysokou školu obchodní při pražské technice. Současně studoval literární historii na filozofické fakultě v Praze.
První světovou válku prožil v Albánii. Této zemi věnoval významnou část svého díla, ať už se jedná o vzpomínky z fronty nebo o baladické Čtyři albánské povídky.
V roce 1920 se oženil s Marií Karlovou z Libochovic. Po válce pracoval v bankovnictví, v letech 1932–1950 byl ředitelem Městské spořitelny v Libochovicích. Jaroslav Křenek se v Libochovicích angažoval i společensky. Např. v roce 1945 napsal báseň Tryzna, ve které jmenovitě uvádí místní padlé z období 2. světové války a v roce 1948 byl zvolen předsedou místní skupiny ROH v peněžnictví a pojišťovenství pro Libochovice a Budyni.
V Libochovicích žil i jako důchodce, zemřel v nemocnici ve Slaném.

## Dílo

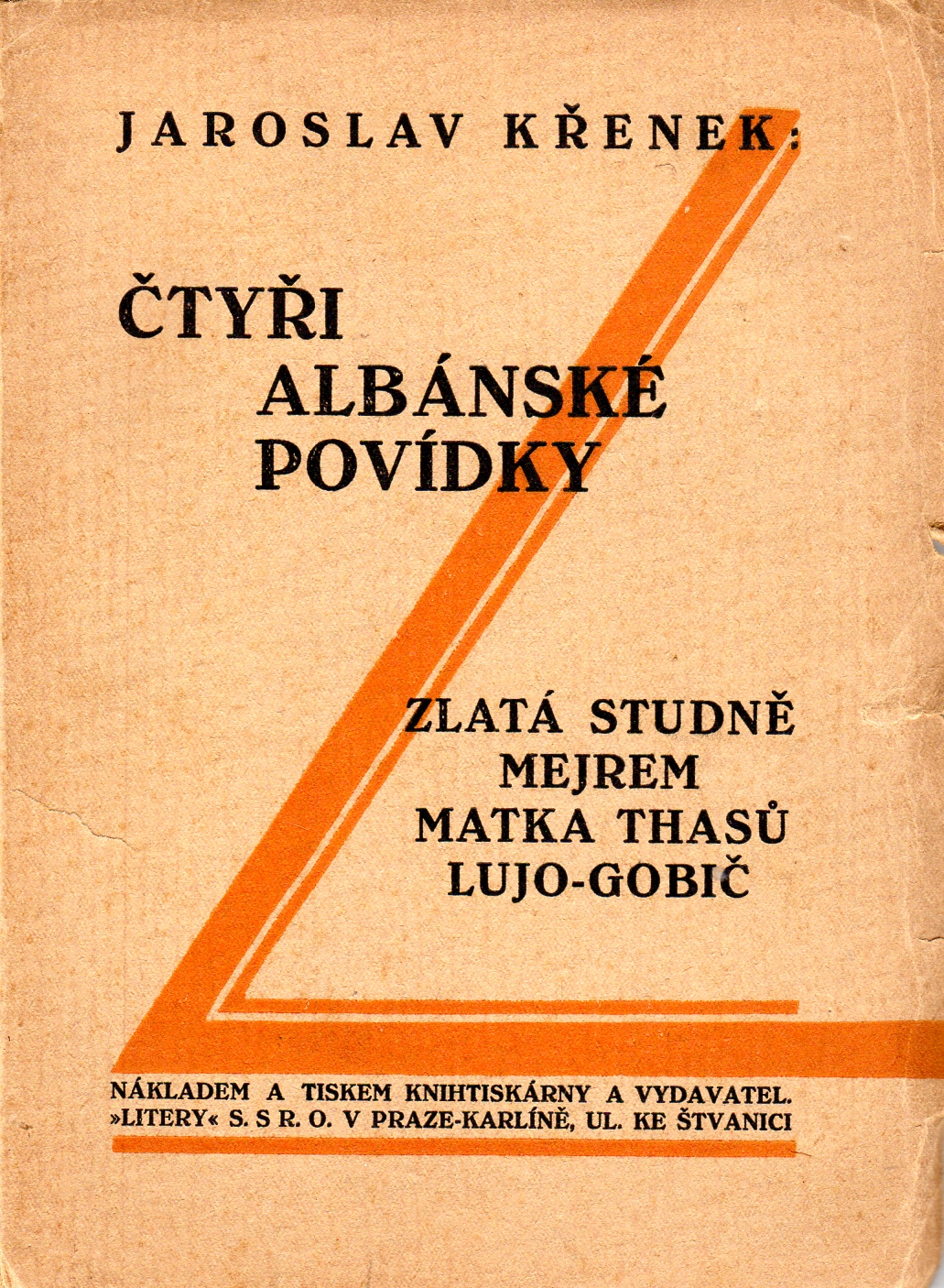
Jaroslav Křenek: Čtyři albánské povídky (titulní str.)

Křenkova předválečná lyrika je označována za spíše epigonskou. Zajímavější jsou jeho práce věnované rodnému kraji a Albánii.

### Příspěvky v časopisech a denním tisku
- V periodickém tisku začal publikovat v roce 1912 v Besedě Času. V roce 1913 mu Ženské listy uveřejnily na pokračování povídku Na břehu moře.[8]
- V letech 1947–1948 přispíval pravidelně do periodika Severočeská Nová doba.

### Knižní vydání
- Básně (V Libochovicích, nákladem autorovým, 1915)
- Vzpomínky na vojnu v Albanii (Jihlava, Jaroslav Křenek, 1924)
- Hazmburská saň (pohádka o lásce romantické doby rytířstva, akvarelovými miniaturami ilustroval J. Zázvorka, V Praze, E. Weinfurter, 1928)
- České Středohoří (Louny, Odbor Klubu Česko-Slovenských Turistů, 1929)
- Čtyři albánské povídky – Zlatá studně, Mejrem, Matka Thasů, Lujo-Gocič (V Praze, Litera, mezi 1931 a 1935)

## Zajímavost
Pobyt v Albánii měl na Křenka velký vliv a nadále se o ni zajímal – ještě dvacet let poté zveřejnil v tisku svůj článek k 25. výročí samostatnosti země.